# Goodbye Blue Sky
Goodbye Blue Sky è una canzone dei Pink Floyd contenuta nell'album The Wall, pubblicato nel 1979.

## Composizione
Il brano dura circa 2 minuti e 45 secondi.
È introdotto dal suono di alcuni uccelli che cinguettano e dalla frase "Look mummy, there's an aeroplane up in the sky!" ("Guarda mamma, c'è un aeroplano su nel cielo"), pronunciato da un bambino (il piccolo Harry Waters, figlio di due anni di Roger). Durante tutta la canzone una chitarra acustica e, in alcune sezioni, un coro accompagnano la voce di David Gilmour.
La canzone inizia con un tono tranquillo e sereno, ma, man mano che va avanti, assume un tono sempre più aspro e sinistro. Durante gli ultimi secondi del brano si sentono distintamente rumori di un aeroporto.
Il brano presenta alcune somiglianze con la canzone Grantchester Meadows presente nell'album Ummagumma.

## Trama
Come le altre canzoni nell'album The Wall, Goodbye Blue Sky narra una parte della storia di Pink, il protagonista e alter ego di Roger Waters. Nonostante la fine della guerra faccia cessare un periodo di sofferenza non per questo l'infanzia di Pink, orfano di padre e schiacciato da una madre iperprotettiva, diventa più felice: "the flames are all long gone, but the pain lingers on", vale a dire "le fiamme si sono spente da tempo, ma il dolore continua".
I rumori di un aeroporto che si sentono in sottofondo alla fine del brano suggeriscono che Pink stia andando negli Stati Uniti, per cercare di diventare una rock star e dimenticare il passato.

## Video
Nel film Pink Floyd The Wall il filmato consiste in una serie di animazioni create da Gerald Scarfe. Solo la prima scena è filmata nella realtà.
Il filmato inizia con la madre di Pink addormentata sulla panchina di un giardino, mentre il piccolo Pink piange nella culla. Poco dopo, nello stesso giardino appare l'immagine di una colomba che, inseguita da un gatto, vola via. Da questo punto in poi il filmato è interamente composto da animazioni. La colomba esplode violentemente nel cielo e viene rimpiazzata da un enorme uccello nero dall'aspetto meccanico, allusione all'aquila simbolo del Terzo Reich (detta Reichsadler). L'enorme volatile simile ad un aereo sorvola il territorio inglese e chinandosi a terra strappa con gli artigli un pezzo di suolo, dal quale esce del sangue come se fosse una ferita. Nella scena seguente appare un gigantesco verme dal terreno, che si trasforma in un'enorme costruzione a metà tra un hangar e una cattedrale dalla quale escono numerosi aerei da combattimento che bombardano Londra. Il video è dichiaratamente una citazione del Blitz, la campagna di bombardamenti a tappeto che i tedeschi scatenarono sul suolo inglese dal 7 settembre 1940 al 10 maggio 1941. Gli aerei prendono poi la forma di tante croci volanti, qui viste come simboli di distruzione e morte certa. La scena cambia inquadrando grottesche figure nude che indossano una maschera antigas (the frightened ones cioè gli spaventati) e che cercano di ripararsi dallo sgancio di bombe rifugiandosi nelle gallerie sotterranee.
Nelle scene successive viene sottolineata la distruzione che la guerra ha portato al Regno Unito: la Union Jack si trasforma a sua volta in una croce sanguinante e l'aquila sorvola le rovine della città. Il filmato termina con la colomba che lo ha aperto, che vola tra scheletri in divisa, simbolo degli aviatori inglesi caduti, il cui sangue rifluisce in una fogna.
Si tratta di una delle sequenze più drammatiche di tutto il film; contiene un chiaro messaggio pacifista, e forse una velata critica all'incapacità da parte degli Stati (in questo caso l'Inghilterra) di difendere i civili dagli orrori della guerra.

## Formazione

### Pink Floyd
- Roger Waters: sintetizzatore VCS3
- David Gilmour: voce principale e cori, chitarre acustiche, basso elettrico, sintetizzatori
- Richard Wright: sintetizzatori

### Membri Aggiuntivi
- Harry Waters: voce del bambino

## Cover
- La band The Future Sound of London ha fatto un tributo alla canzone dei Pink Floyd dal titolo Goodbye Sky.
- La cantante della band Heart, Ann Wilson, ha inciso una cover del brano per il suo singolo del 2007 Hope & Glory con sua sorella Nancy Wilson.
- Una cover del brano eseguita da Tim Myer è inclusa nell'album tributo ai Pink Floyd A Fair Forgery of Pink Floyd.
- La band nu metal System of a Down spesso eseguiva una cover del brano durante i suoi concerti dal vivo, accompagnati da un discorso di Serj Tankian.[3]